# 1772
Cette page concerne l'année 1772  du calendrier grégorien. Pour l'année 1772 av. J.-C., voir 1772 av. J.-C.
L'année 1772 est une année bissextile qui commence un mercredi.

## Événements
- 6 janvier, Inde : les Marathes rétablissent l’empereur moghol exilé Shah Alam II à Delhi après le départ des Afghans[1]. L’un des opposants au peshwâ Mâdhava Râo Ier, son propre oncle, demande alors l’aide des Britanniques, qui la lui accordent officieusement, avant de la lui retirer.
- 12 février : Yves Joseph de Kerguelen de Trémarec aperçoit les îles qui portent son nom[2].
- 29 février, Japon : nouvel incendie à Edo[3]. Seul le palais shogounal est épargné.
- 3 mars : l’explorateur français Marion Dufresne atteint l’actuelle Marion Bay (en), en Tasmanie[4]. Il est mal accueilli par les Aborigènes et ordonne à ses hommes d’ouvrir le feu.
- 26 mars : fondation de Porto dos Casais future Porto Alegre[5].
- 14 avril[6] (ou le 23 octobre[7]) : mort du Padishah d’Afghanistan Ahmad Shâh Abdâlî. Son fils Timour Shâh lui succède à la tête de l'empire durrani.
- Avril-mai : victoire des Sikhs sur Mughal Ali Khan, gouverneur moghol de Sirhind[8]. Ils dominent alors un vaste territoire au nord-ouest de l’Inde.
- 9 juin : le Gaspee, frégate douanière britannique, est incendiée par les patriotes américains du Rhode Island[9].
- 12 juin : Marion Dufresne est tué et mangé par les Maoris de la Baie des Îles en Nouvelle-Zélande[10].
- 13 juillet : début du deuxième voyage du Britannique James Cook dans le Pacifique dans le but de reconnaître la légendaire terre australe, dont on croit que l’Australie n’est qu’une partie (fin en juillet 1775)[11]. Cook atteint le 71e parallèle sud, longe la banquise de l’Antarctique et prouve que cette terre n’existe pas. Cette légende date des Grecs de l’Antiquité, qui croyaient qu’une telle masse terrestre était nécessaire pour équilibrer les grands continents de l’hémisphère Nord.
- 20 août, Brésil : l’État de Grão Para e Maranhão est divisé en deux États : le Grão Para et Rio Negro à l’ouest et Maranhão à l’est[12].
- 1er septembre : fondation de la mission de San Luis Obispo en Californie par le père Junípero Serra[13].
- 2 novembre : Samuel Adams et Joseph Warren forment les Committee of correspondence.
- 18 novembre : mort du peshwâ Mâdhava Râo Ier. Son frère Nârâyana Râo devient le Peshwâ de l'Empire marathe[14].
- Le Bhoutan, qui mène une politique agressive à l’égard de ses voisins, entre en conflit avec la Compagnie anglaise des Indes orientales au sujet du Cooch Behar. La paix est signée à Calcutta le 4 avril 1774 avec la médiation du Panchen-lama[15].

### Europe
- 4 janvier (23 décembre 1771 du calendrier julien) : convention secrète entre Frédéric II de Prusse et Catherine II de Russie sur le partage de la Pologne[16].

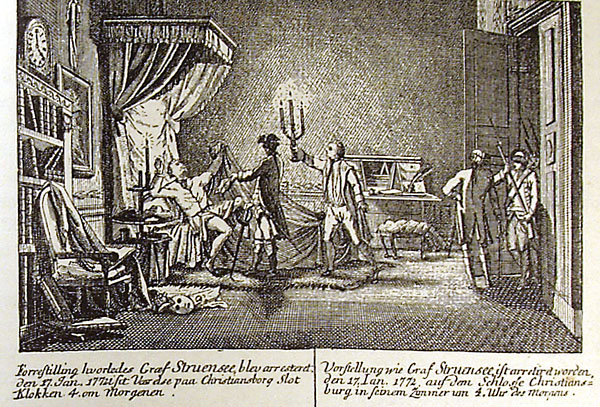
17 janvier : arrestation de Struensee.

- 17 janvier : au Danemark, Struensee, accusé de complot contre le roi et d’avoir été l’amant de la reine, est arrêté et condamné à mort le 28[17].
- 23 janvier (12 janvier du calendrier julien) : soulèvement des Cosaques de l’Oural. Le général russe Traubenberg fait tirer sur la foule venu lui demander de respecter ses franchises[18]. Il est tué.
- 17 février : convention de Saint-Pétersbourg entre Catherine II de Russie et Frédéric II de Prusse sur la Pologne[19].
- 19 février - 4 mars : Échanges de déclarations entre Joseph II et Marie-Thérèse d’Autriche d’une part et Frédéric II reconnaissant le principe de l’égalité dans le partage de la Pologne[19].
- Avril : Frédéric II de Prusse envahit l’ouest de la Pologne tandis que Marie-Thérèse d’Autriche lance ses troupes en Galicie[20].
- 24 mai : accords frontaliers entre la France et l’évêché de Liège (articles ultérieur le 9 décembre 1773)[21].
- 10 juin (30 mai du calendrier julien) : armistice de Giurgewo entre les armées turque et russe sur le Danube. En juin, un armistice est signé à Paros entre les flottes russe et turques[19].
- 22 juin : affaire James Somersett (Somersett's Case). Le Comité pour l’abolition de la traite, fondé à Londres par Thomas Clarkson et Granville Sharp, gagne un procès, où, se référant au droit naturel et à l’absence en Angleterre de toute loi ou coutume admettant l’esclavage, la Cour Royale d'Angleterre libère un esclave noir qui s’était enfui et qui avait été repris par son maître sur le sol anglais. L’arrêt de William Murray proclame la liberté de tout esclave débarquant en Grande-Bretagne. De 10 000 à 14 000 esclaves noirs alors en Grande-Bretagne sont affranchis[22].

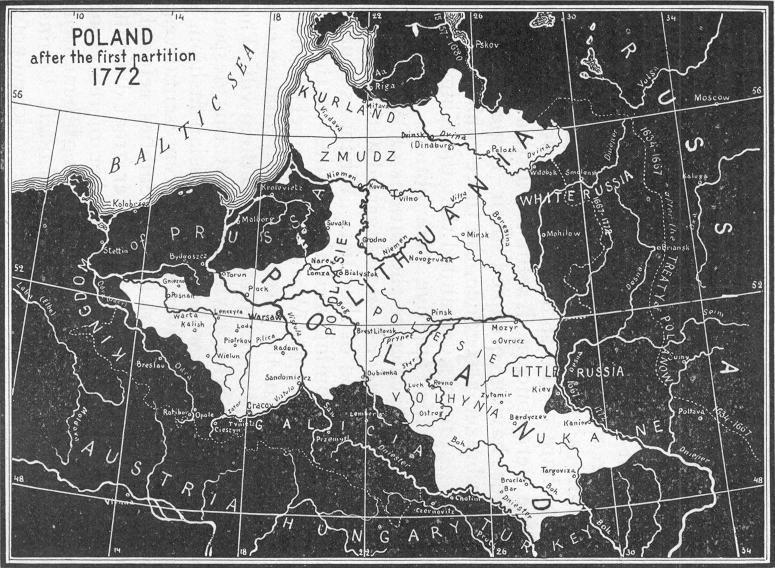
5 août : premier partage de la Pologne. La Pologne qui avait en 1771 une superficie de 733000 km2 et environ 11,4 millions d'habitants, se trouve amputée de 211000 km2 et d’environ 4,5 millions d’habitants. Les pertes les plus lourdes pour le pays se font au bénéfice de la Prusse car la Pologne est privée des débouchés de la Vistule par laquelle se réalise les 4/5e de son commerce. La part de la Prusse dans le partage de la Pologne concerne 36000 km2 et 580000 habitants, celle de l’Autriche 83000 km2 et 2,65 millions d’habitants et la Russie obtient 92000 km2 et 1,3 million d’habitants.

- 5 août (25 juillet du calendrier julien) : triple traité de Saint-Pétersbourg, qui entérine le premier partage de la Pologne[19]. La Prusse s’empare de la Prusse occidentale à l’exception de Gdansk et de Thorn, la Russie de la Lituanie à l’est du Dniepr et au nord de la Duna et l’Autriche de la Ruthénie et de la Galicie moins Cracovie.
  - Création par l’Autriche du royaume de Galicie et de Lodomérie (du nom latinisé des principautés de Halitch et de Volodymyr, dont la capitale est établie à Łwow[23].
  - Stanislas Poniatowski retrouve son trône sous la surveillance de l’ambassadeur russe. Il tente quelques réformes (enseignement).
  - Les puissances exigent que la Diète polonaise ratifie l’accord de partage. Le roi et ses partisans mènent une campagne de presse en Grande-Bretagne et en France pour dénoncer l’illégalité du démembrement.

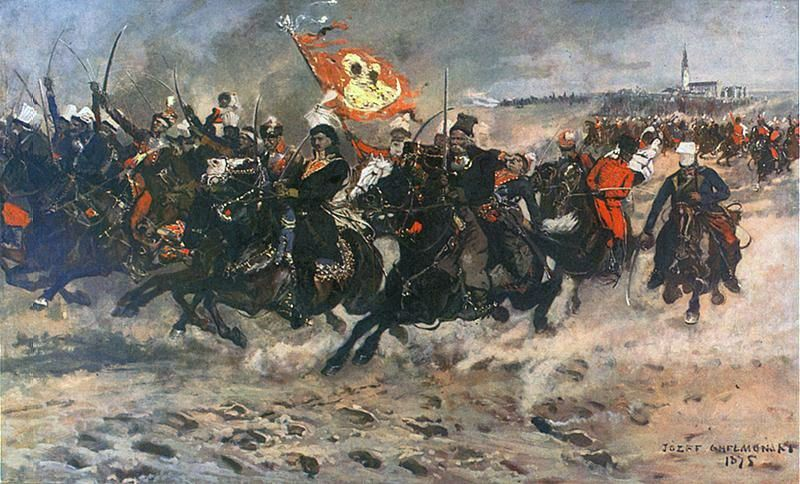
13 août : Kazimierz Pułaski à Jasna Góra, près de Częstochowa, toile de Józef Marian Chełmoński, 1875.

- 18 août : les confédérés de Bar déposent les armes à Jasna Góra[24].
- 19-21 août[25]: coup d’État absolutiste en Suède inspiré par Louis XV. Un coup d’État militaire financé par la France et appuyé par Vergennes permet à Gustave III de Suède de reprendre le pouvoir à l’aide d’une nouvelle constitution dans un pays lassé de la lutte des factions. Elle renforce le pouvoir monarchique (initiative des lois, droit de paix et de guerre) au détriment de la noblesse contrôlant le Riksdag[26]. Despote éclairé, Gustave III entreprend une série de réformes financières et judiciaires : égalité civile à tous les Suédois, abolition de la vénalité des charges, liberté de la presse, du culte et abolition de la torture. Cette politique suscite l’opposition d’une grande partie de la noblesse.
- 28 août (17 août du calendrier julien)[16] : rupture de la conférence de Focşani entre la Russie et la Turquie après que les plénipotentiaires russes ont exigé la reconnaissance par la Porte de l'indépendance du khanat de Crimée[19].
- 28 août : le roi Joseph Ier approuve les nouveaux statuts de l’Université de Coimbra au Portugal[27]. Le marquis de Pombal ajoute deux facultés, celle des mathématiques et celle de philosophie naturelle, qui font passer dans l’enseignement les principaux acquis de la science contemporaine. La création de petites écoles permet de commencer à diffuser l’alphabétisation. Création également de l’Académie des sciences (1779) et de la Casa Real Pia (1780, à la fois crèche, orphelinat, école et collège).
- 28 octobre : victoire navale russe sur l'empire ottoman à Patras[28].
- 9 novembre : ouverture de la conférence de Bucarest entre la Russie et la Turquie (fin en mars 1773)[29]. Elle achope encore sur la question de l’indépendance de la Crimée[19].
- 16 décembre : l’impératrice Marie-Thérèse d’Autriche fonde à Bruxelles l’Académie impériale et royale des sciences et des belles-lettres[30].

## Naissances en 1772
- 3 janvier : Ferdinando Visconti militaire italien, géographe, cartographe et spécialiste de la géodésie sicilien († 28 septembre 1847).
- 4 janvier : Jean-Étienne Esquirol, célèbre médecin toulousain († 12 décembre 1840).
- 5 janvier : Alexandre Molinari, peintre et dessinateur prussien d'origine italienne († 20 janvier 1831).
- 6 février :
  - Gerhard von Kügelgen, peintre allemand († 27 mars 1820).
  - Karl von Kügelgen, peintre allemand († 9 janvier 1832).
- 8 février : Louis-Marie Autissier, peintre français († 4 septembre 1830).
- 14 février : Vincenzo Riolo, peintre italien († 5 juillet 1837).
- 21 février : Luigi Sabatelli, peintre néoclassique italien († 29 janvier 1850).
- 7 avril : Charles Fourier, philosophe français († 10 octobre 1837).
- 15 avril : Étienne Geoffroy Saint-Hilaire, naturaliste français († 19 juin 1844).
- 17 avril : Charles François Louis Delalot, homme politique français († 27 octobre 1842).
- 18 avril : David Ricardo, agent de change et économiste britannique († 11 septembre 1823).
- 2 mai : Friedrich Leopold, Freiherr von Hardenberg, poète et romancier allemand († 25 mars 1801).
- 11 mai : Henri Jean Rigel, compositeur français († 16 décembre 1852).
- 15 mai : François-Gédéon Reverdin, peintre, dessinateur, graveur et enseignant suisse († 12 octobre 1828).
- 20 mai : Sir William Congreve, inventeur britannique de la fusée du même nom († 16 mai 1828).
- 8 juin : Robert Stevenson, ingénieur civil écossais connu pour avoir construit le phare de Bell Rock situé dans la mer du Nord († 12 juillet 1850).
- 30 août : Henri de La Rochejaquelein, l'un des chefs de l'armée vendéenne au cours des batailles de la Révolution française († 28 juillet 1794).
- 2 septembre : Antonio Beruti, militaire et homme politique espagnol puis argentin († 1841).
- 12 septembre : Bertrand Clauzel, maréchal de France († 21 avril 1842).
- 19 septembre : Felisberto Caldeira Brant, militaire, diplomate et homme politique brésilien († 13 juin 1842).
- 4 octobre : François-Louis Perne, musicographe et compositeur français († 26 mai 1832).
- 7 octobre : Jean-François O'Mahony, général français d'origine irlandaise († 1842).
- 15 octobre : Paul-Thérèse-David d'Astros, cardinal français, archevêque de Toulouse († 29 septembre 1851).
- 19 octobre : Jean-François Hennequin, homme politique belge († 28 octobre 1846).
- 21 octobre : Samuel Taylor Coleridge, poète britannique († 25 juillet 1834).
- 28 novembre : Gottfried Hermann, philologue allemand († 31 décembre 1848).
- 12 décembre : Auguste Duvivier, homme politique belge († 1er juillet 1846).
- Vers 1772 :
- Eustație Altini, peintre moldave († 1815).
- date incertaine : Hongi Hika, chef de guerre maori de Nouvelle-Zélande († 3 mars 1828).

## Décès en 1772
- 10 février : Louis Tocqué, peintre français (° 19 novembre 1696).
- 18 février : Johann Hartwig Ernst von Bernstorff, homme d'État danois  (° 13 mai 1712).
- 22 mars : John Canton, physicien britannique (° 13 juillet 1718).
- 26 mars : Charles Pinot Duclos, écrivain et historien français (° 12 février 1704).
- 29 mars : Emmanuel Swedenborg, scientifique, théologien et philosophe suédois (° 29 janvier 1688).
- 14 avril : Ahmad Shâh Durrani, premier roi d'Afghanistan, émir de Khorasan, roi du Pendjab, roi du Sind, roi de Mashad, roi du Cachemire et fondateur de la dynastie Durrani (° 1722).
- 28 avril : Johann Friedrich Struensee, homme politique danois d'origine allemande (° 5 août 1737).
- 15 juin : Louis-Claude Daquin, compositeur français (° 4 juillet 1694).
- 2 août : Giovanni Angelo Borroni, peintre baroque italien (° 1684).
- 31 août : Marie-Suzanne Roslin, peintre française (° 9 mars 1734).